# مینی ایس‌من
مینی ایس‌من (به انگلیسی: Mini Aceman) یک کراس‌اوور کامپکت کوچک باتری الکتریکی (سگمنت بی) است که توسط خودروساز آلمانی ب‌ام‌و تولید شده و با برند مینی به فروش می‌رسد. این کوچک‌ترین اس‌یووی این برند و دومین شاسی بلند الکتریکی آن پس از مینی کانتریمن اس‌ئی است.
مشابه با مینی کوپر J01 الکتریکی مرتبط، ایس‌من توسط اسپات‌لایت اتوموتیو، یک سرمایه‌گذاری مشترک بین گروه ب‌ام‌و و گریت وال موتورز، در یک کارخانه تولیدی در ژانگژیانگانگ، جیانگسو، چین توسعه و تولید شد.

## کانسپت
مینی ایس‌من به عنوان خودروی مفهومی در ۲۶ ژوئیه ۲۰۲۲، در حال پیش‌نمایش یک زبان طراحی جدید برای نام تجاری مینی معرفی شد.

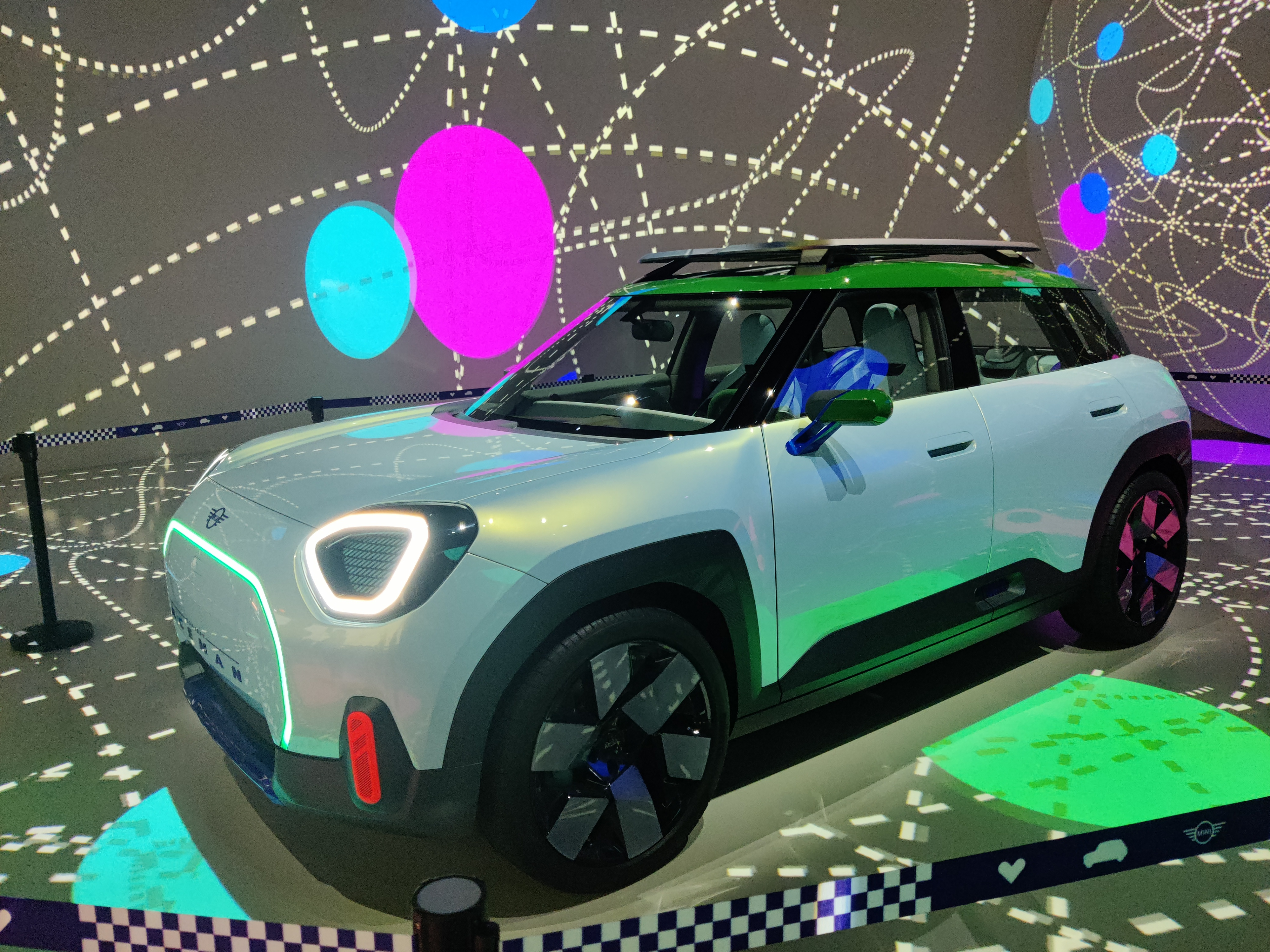
مینی ایس‌من کانسپت
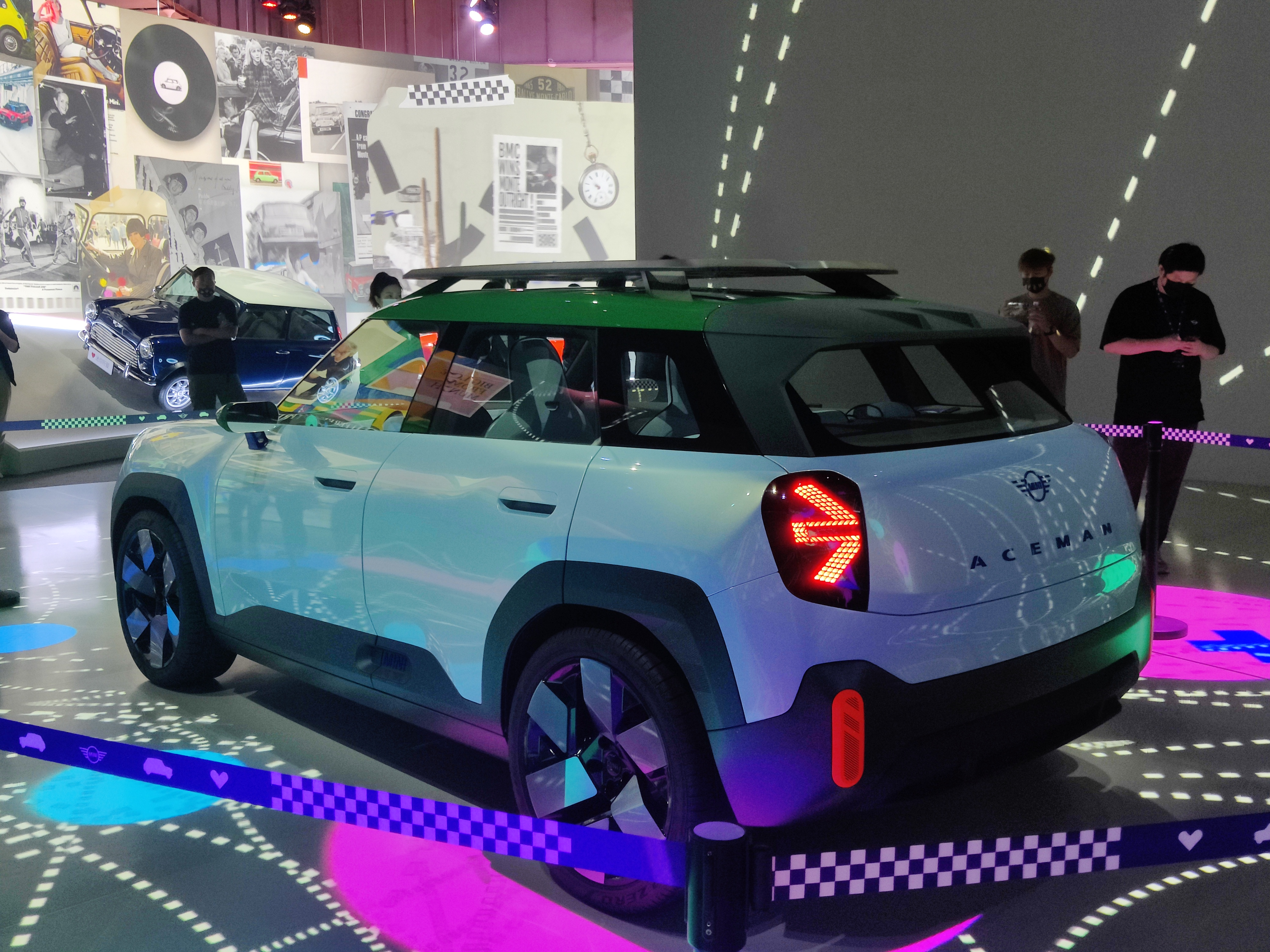
نمای عقب

ایس‌من جایگزین کلابمن خواهد شد که شایعه شده است تولید آن در پایان چرخه نسل فعلی متوقف می‌شود. ایس‌من در زیر شاسی‌بلند کامپکت بزرگ‌تر کانتریمن قرار خواهد گرفت.
در اوت ۲۰۲۲ در کنوانسیون بازی‌های ویدیویی گیمزکام در کلن آلمان، مینی یک ایس‌من کانسپت با تم پوکمون را به نمایش گذاشت که در بسته‌بندی ماشین اسباب‌بازی در مقیاس ۱:۱ قرار گرفته بود. شرکت کنندگان می‌توانند یک مدل در مقیاس کوچک از این وسیله نقلیه را در بسته‌بندی یکسان خریداری کنند.

## نسخه تولیدی
نسخه تولیدی مینی ایس‌من در آوریل ۲۰۲۴ در نمایشگاه خودرو پکن معرفی شد. ایس‌من به‌طور انحصاری با پیشرانه‌های باتری الکتریکی با دو گزینه در دسترس است. چهار تریم در دسترس خواهد بود که عبارتند از Essential, Classic, Favored و JCW.
ایس‌من عناصر طراحی مشابهی با کوپر J01 و کانتریمن دارد. چراغ‌های جلو و چراغ‌های ماتریسی عقب دارای سه حالت مختلف برای گرافیک LED هستند. رکاب‌های زیرین مشکی مات و ریل‌های سقف استاندارد وجود دارد که به جای یک هاچ‌بک بلند، شبیه یک کراس‌اوور شاسی‌بلند است.
فضای داخلی شبیه کوپر J01 است. در داخل آن یک نمایشگر با اندازه ۹٫۴۴ اینچ (۲۴٫۰ سانتیمتر) که توسط مینی اواس ۹ اداره می‌شود، تنها صفحه داخلی است که اکثر عملکردهای خودرو، چند سوئیچ کلید برای عملکردهای ضروری، دستیار شخصی هوشمند جدید مینی به نام «اسپایک» (اولین نمایش در ایس‌من) و هشت حالت تجربه مینی قابل انتخاب دارد. داشبورد با مواد بافتنی پوشانده شده است و کارت‌های در از پلی استر بازیافتی ساخته شده‌اند.
با وجود ابعاد کوچک، طراحان مینی از اصل طراحی «استفاده هوشمندانه از فضا» استفاده کردند، بنابراین ایس‌من دارای ۳۰۰ لیتر (۱۱ فوت مکعب) از فضای بوت است و می‌تواند با تا شدن صندلی‌های عقب تا ۱٬۰۰۵ لیتر (۳۵٫۵ فوت مکعب) افزایش یابد.

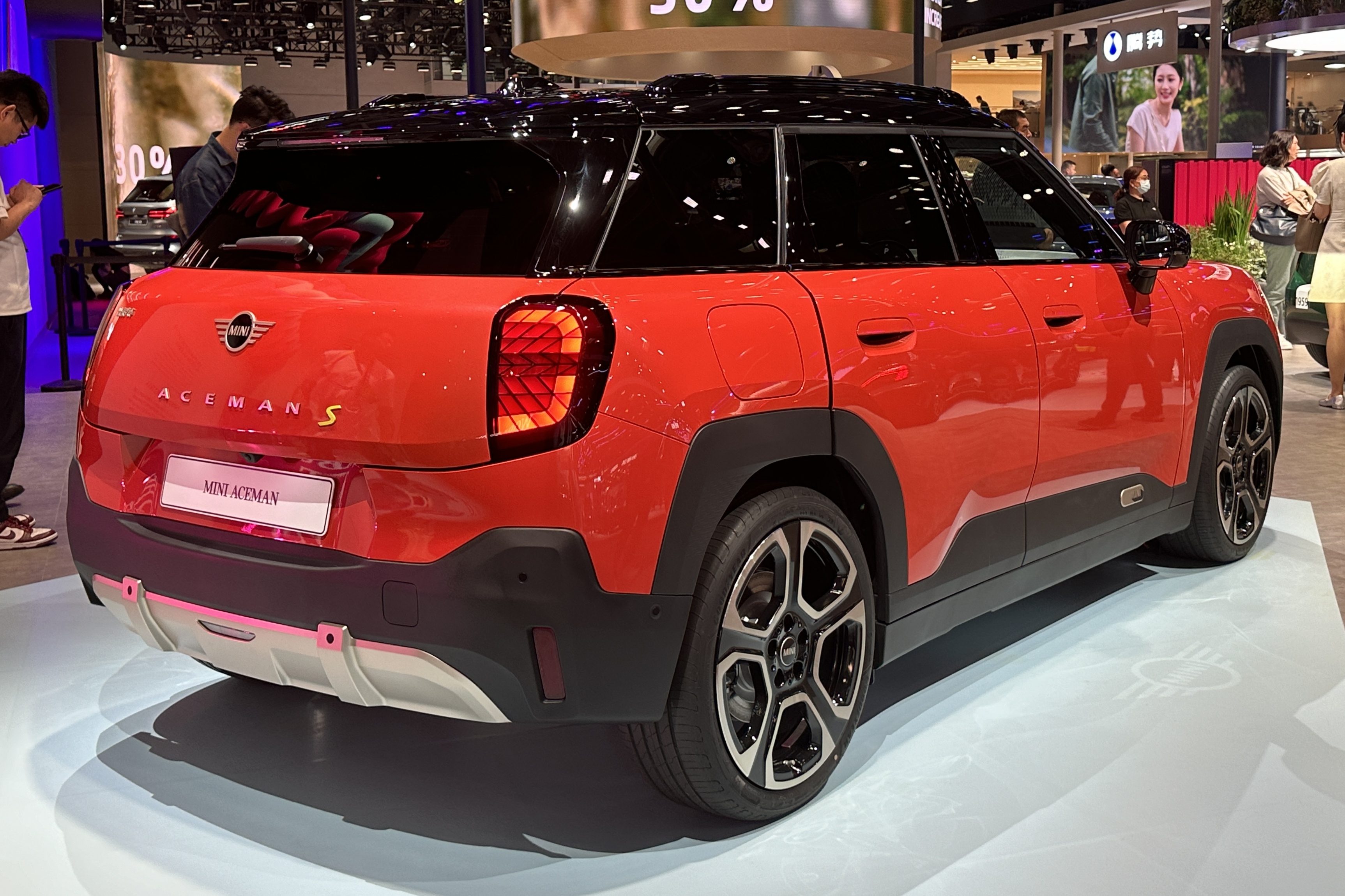
نمای عقب